# 16 febbraio
Il 16 febbraio è il 47º giorno del calendario gregoriano. Mancano 318 giorni alla fine dell'anno (319 negli anni bisestili).

## Eventi
- 889 – Dopo aver sconfitto il rivale Berengario del Friuli, Guido da Spoleto viene incoronato re d'Italia a Pavia;
- 1106 – Appare nel cielo della Gran Bretagna la luminosa cometa X/1106 C1;
- 1249 – André de Longjumeau viene inviato da Luigi IX di Francia come suo ambasciatore per incontrare il Khaghan dell'Impero mongolo;
- 1742 – Spencer Compton, conte di Wilmington, diventa primo ministro del Regno Unito;
- 1804 – Stephen Decatur guida una incursione per bruciare la fregata Uss Philadelphia catturata dai pirati;
- 1862 – Guerra civile americana: il generale unionista Ulysses S. Grant cattura Fort Donelson, nel Tennessee;
- 1918 – La Lituania dichiara l'indipendenza da Russia e Germania;
- 1923 – Howard Carter, lo scopritore della tomba di Tutankhamon, toglie i sigilli alla camera funeraria del faraone;
- 1936 – A Garmisch-Partenkirchen, in Germania, si chiudono i IV Giochi olimpici invernali;
- 1937 – Wallace Carothers ottiene il brevetto per il nylon;
- 1943
  - Seconda guerra mondiale: l'Unione Sovietica riconquista Kharkov;
  - Seconda guerra mondiale: i soldati italiani della 24ª Divisione fanteria "Pinerolo" compiono il Massacro di Domenikon;
- 1944 – Seconda guerra mondiale: durante lo Sbarco di Anzio, le forze dell'Asse avviano l'Operazione Fischfang;
- 1945
  - Seconda guerra mondiale: forze statunitensi sbarcano sull'Isola di Corregidor, nelle Filippine;
  - Seconda guerra mondiale: forze statunitensi riconquistano la Penisola di Bataan;
- 1946 – Entra in funzione ENIAC, primo computer general purpose della storia;
- 1952 – L'abetonese Zeno Colò conquista la medaglia d'oro per la discesa libera ai VI Giochi olimpici invernali;
- 1959 – Fidel Castro diventa premier di Cuba dopo il rovesciamento del presidente Fulgencio Batista avvenuto il 1º gennaio;
- 1961 – Viene lanciata la sonda Explorer 9;
- 1972 – Il giocatore di pallacanestro dell'NBA Wilt Chamberlain segna il suo 30.000 punto;
- 1976 – Iniziano le trasmissioni di Radio 105;
- 1978 – Il primo Bulletin board system viene creato a Chicago;
- 1980 – Eclissi solare totale visibile dagli Stati centrali dell'Africa e dall'India;
- 1986 – La nave da crociera sovietica Michail Lermontov naufraga a Marlborough Sounds, Nuova Zelanda;
- 1987 – Il processo di John Demjanjuk, accusato di essere la guardia nazista soprannominata "Ivan il terribile" del Campo di sterminio di Treblinka, inizia a Gerusalemme;
- 1989 – Volo Pan Am 103: gli investigatori annunciano che la causa dello schianto fu una bomba nascosta all'interno di un apparecchio radio;
- 1991 – Prima guerra del Golfo: aerei da guerra statunitensi e britannici bombardano la periferia di Baghdad, causando la morte di 3 civili e il ferimento di altri 11;
- 1999
  - In Uzbekistan esplode una bomba e si odono colpi d'arma da fuoco nei palazzi governativi, in un apparente tentativo di assassinare il presidente Islom Karimov;
  - In Europa, ribelli curdi assaltano alcune ambasciate e prendono ostaggi, dopo che la Turchia ha arrestato uno dei loro capi, Abdullah Öcalan;
- 2005 – In Italia entra in vigore il Trattato di Kyoto, con l'obiettivo di ridurre le quote di emissione dell'CO2 del 6,5% rispetto al 1990 entro il 2010. A fine 2003, queste erano aumentate del 7%;
- 2019 – In Albania dei manifestanti del centro-destra tentano l'assalto al palazzo del parlamento venendo però respinti dalla Guardia repubblicana.

## Nati
Ci sono circa 1 220 voci su persone nate il 16 febbraio; vedi la pagina Nati il 16 febbraio per un elenco descrittivo o la categoria Nati il 16 febbraio per un indice alfabetico.

## Morti
Ci sono circa 560 voci su persone morte il 16 febbraio; vedi la pagina Morti il 16 febbraio per un elenco descrittivo o la categoria Morti il 16 febbraio per un indice alfabetico.

## Feste e ricorrenze

### Civili
Nazionali:
- Lituania – Festa nazionale
- Corea del Nord – Festa nazionale

### Religiose
Cristianesimo:
- Sant'Archinrico di Montmajour, abate
- Santi Elia, Geremia, Isaia, Samuele e Daniele e compagni, martiri
- Santa Giuliana di Nicomedia, vergine e martire
- San Giuseppe Allamano, fondatore delle congregazioni dei missionari e delle missionarie della Consolata
- San Maruta, vescovo
- San Nicola del Giappone, vescovo (Chiesa ortodossa russa)
- San Panfilo e compagni, martiri di Cesarea marittima
- San Simeone di Metz, vescovo
- Santa Filippa Mareri, badessa
- Beato Mariano Arciero, sacerdote
- Beato Nicola Paglia, monaco domenicano

Religione romana antica e moderna:
- Fornacalia, decimo giorno
- Sesto giorno dedicato ai Mani familiari (dies parentalis)